# Lianga
Lianga ist eine philippinische Stadtgemeinde in der Provinz Surigao del Sur. Sie hat 29.493 Einwohner (Zensus 1. August 2015). Ihre Nachbargemeinden sind San Agustin im Norden und Barobo im Süden. Der bedeutendste Bildungsträger der Gemeinde ist die Surigao del Sur State University, diese wurde im Jahr 2010 gegründet.

## Baranggays
Lianga ist politisch in 13 Baranggays unterteilt.
- Anibongan
- Ban-as
- Banahao
- Baucawe
- Diatagon
- Ganayon
- Liatimco
- Manyayay
- Payasan
- Poblacion
- Saint Christine
- San Isidro
- San Pedro